# Manchester University Press
Manchester University Press est la maison d'édition universitaire de l'université de Manchester, en Angleterre et un éditeur de livres et de revues universitaires. Manchester University Press est devenu un éditeur international mais maintient ses liens avec l'université.